# جايسون جونسون (لاعب كرة قاعدة)
جايسون جونسون (بالإنجليزية: Jason Johnson) هو لاعب كرة قاعدة أمريكي، ولد في 27 أكتوبر 1973 في سانتا باربارا في الولايات المتحدة.

## وصلات خارجية
- جايسون جونسون على موقع دوري كرة القاعدة الرئيسي (الإنجليزية)
- جايسون جونسون على موقع الدوري الياباني لكرة القاعدة (الإنجليزية)
- جايسون جونسون على موقعبيزبول رفرنس.كوم (الدوري الرئيسي) (الإنجليزية)
- جايسون جونسون على موقعبيزبول رفرنس.كوم (الدوري الثانوي) (الإنجليزية)
- جايسون جونسون على موقع إي إس بي إن.كوم (أم.أل.بي) (الإنجليزية)
- جايسون جونسون على موقع مشجعي الرسوم البيانية (الإنجليزية)